# Мисятичі
Мисятичі (Месятичі, Містятичі, біл. Мясяцічы) — село в Білорусі, у Пінському районі Берестейської області. Орган місцевого самоврядування — Боричевицька сільська рада.

## Географія
Розташоване над річкою Стир, за 20 км на схід від Пинська.

## Історія
У сільській церкві зберігалися коштовні ікони з окладами, датовані XVII століттям, вивезені в Мінськ.

## Населення
За переписом населення Білорусі 2009 року чисельність населення села становила 93 особи.

## Особистості

### Народилися
- Шоломицький Федір (Теодор) («Стир», Федір Одрач, 1912 — 1964) — український письменник, громадський діяч, вчитель, публіцист, пропагандист УПА[2][3].